# Priedel
Priedel ist ein Wohnplatz der Stadt Trebbin im Landkreis Teltow-Fläming im Land Brandenburg.

## Geografische Lage
Der Wohnplatz liegt westlich des Stadtzentrums und dort zwischen dem westlich gelegenen Ortsteil Schönhagen und dem östlich gelegenen Ortsteil Löwendorf, zu dem Priedel verwaltungstechnisch zugeordnet ist, unmittelbar an der Bundesstraße 246, die beide Ortsteile miteinander in West-Ost-Richtung verbindet. Die Ausdehnung des Wohnplatzes beträgt etwa 1,7 km in nord-/südlicher Richtung sowie etwa 1,1 km in öst-/westlicher Richtung. Ein Großteil des Gebiets ist von Waldflächen geprägt, in denen sich an mehreren Stellen einzelne Grundstücke oder Grundstücksgruppen befinden. Abgesehen von der Bundesstraße 246, dem zugehörigen Radweg sowie der Zufahrtsstraße zum Gewerbehof sind alle Verkehrswege des Wohnplatzes Wald- oder Schotterwege. 

## Geschichte
Bereits im 18. Jahrhundert erschien im Schmettauschen Kartenwerk der Flurname der grosse Priedel, ebenso in der Schreibweise Der Priedel in einem Urmesstischblatt. Die Anlage einer Siedlung ist vor dem Jahr 1914 überliefert, während es in Schönhagen bereits 1871 ein Forsthaus Priedel gab. Im Jahr 1928 wurden vom Gutsbezirk Schönhagen der sogenannte Priedel nach Löwendorf eingemeindet. Dort erschien als im Jahr 1931 als Wohnplatz Priedel-Schönhagen der Landgemeinde Löwendorf, während sich im Jahr 1957 die Schreibweise Priedel durchgesetzt hatte.
In der Zeit der DDR befanden sich im Jahr 1981 im Ort eine Werkstatt der LPG Trebbin sowie Oberförsterei Trebbin Harzbrigadier Priedel. Ebenso hatte der Kreisbetrieb für Landtechnik dort eine Außenstelle. Im 21. Jahrhundert befinden sich im Ort unter anderem ein Restaurant. Das ehemalige Gelände der LPG Trebbin im Südwesten der Ortslage ist heute ein Gewerbehof. Dort sind  neben der Agrargenossenschaft Trebbin vereinzelte klein- und mittelständische Handwerksunternehmen ansässig.

## Kultur und Sehenswürdigkeiten

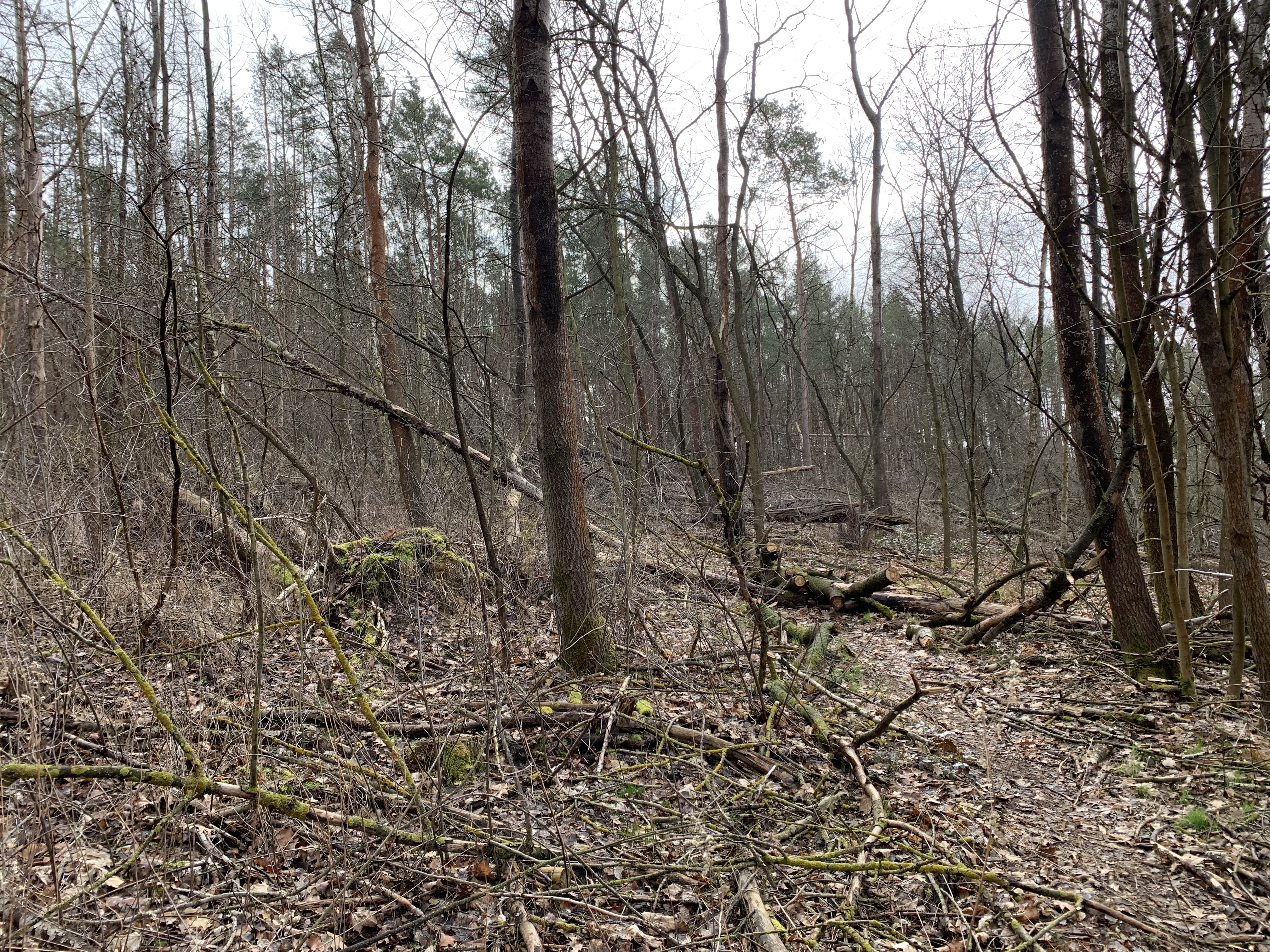
FFH-Gebiet Seeluch Priedeltal

- Durch den Ort führen der Europäische Fernwanderweg E10 sowie der 66-Seen-Wanderweg. Über die Wege ist der in der Nähe gelegene Löwendorfer Berg erreichbar.
- Durch den Ort führt der Zwei-Berge-Weg, ein 13,1 km langer Wanderweg des FlämingWalks, der den Löwendorfer Berg mit den Glauer Bergen miteinander verbindet.
- Südlich der B 246 liegt eine von fünf Teilflächen des FFH-Gebiets Seeluch-Priedeltal.